# Park Narodowy Queulat
Park Narodowy Queulat (hiszp. Parque nacional Queulat) – park narodowy w Chile położony w regionie Aysén, w prowincjach Aysén (gmina Cisnes) i Coyhaique (gmina Lago Verde). Został utworzony 13 października 1983 roku i zajmuje obszar 1540,93 km². Na zachód od niego znajduje się Park Narodowy Isla Magdalena.

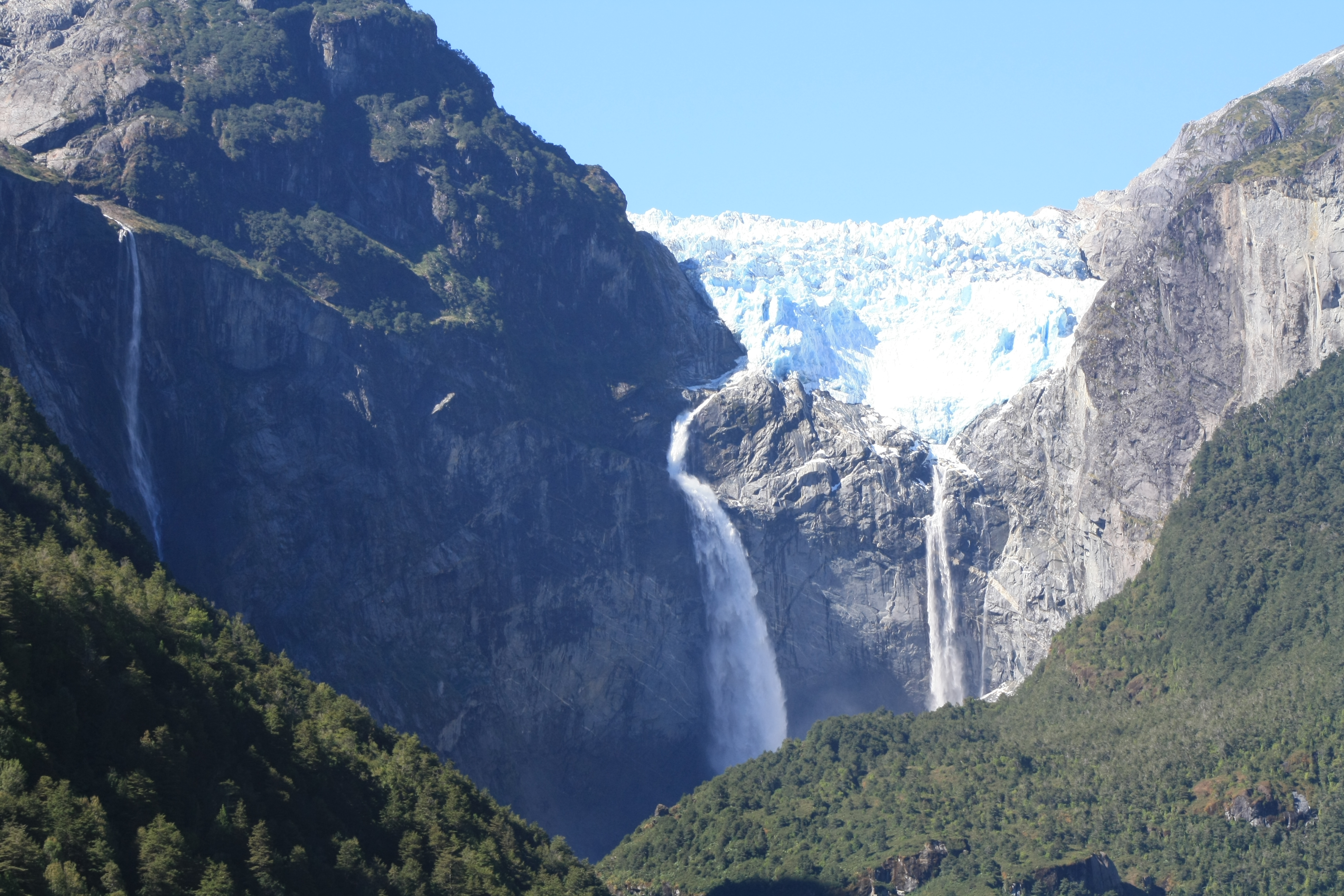
Czoło lodowca Queulat Glaciar Colgante i wodospady Cascada de Ventisquero Colgante

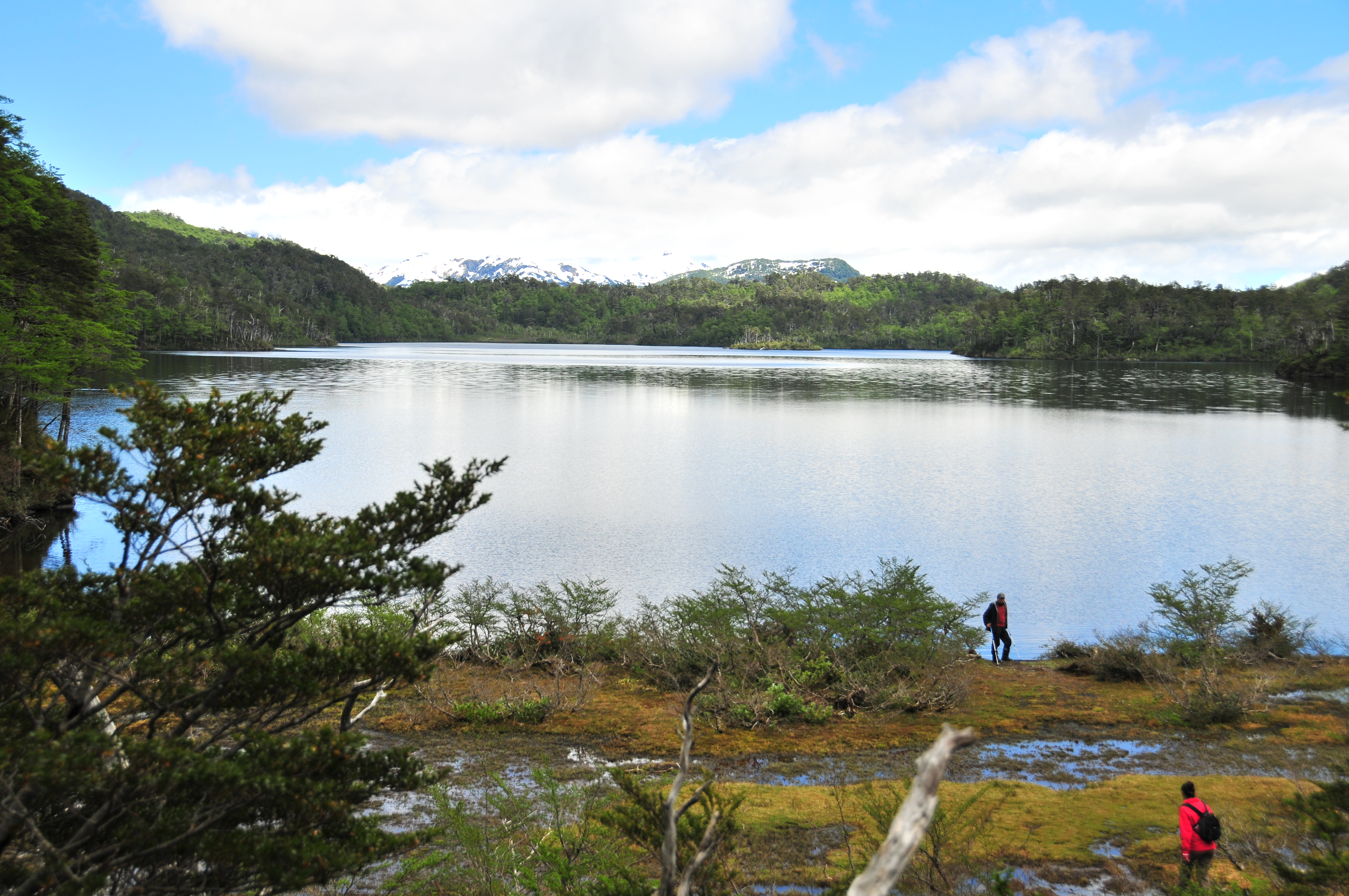
Jezioro El Puma

## Opis
Park obejmuje część Andów Patagońskich. Główne szczyty na terenie parku to Alto Nevado (2225 m n.p.m.), Overo (2061 m n.p.m.) i Ventisqueros (1745 m n.p.m.). Znajduje się tu również duży fragment grupy wulkanicznej Puyuhuapi. Wyższe partie gór pokryte są lodowcami, z których największy jest Queulat Glaciar Colgante (80 km²). Doliny obfitują w jeziora (m.in.: Risopatrón, Escondida, Tempanos) oraz rzeki ( np.: Queulat, Ventisqueros, Guillermo i Cisnes), na których znajduje się wiele wodospadów (np.: Cascada de Ventisquero Colgante, Padre García i Cóndor).
Średnia roczna temperatura w parku waha się od +4° C do +9 °C.

## Flora
Doliny w parku pokrywają lasy waldiwijskie. W najniżej położonych częściach dolin rośnie głównie Nothofagus betuloides, Chusquea macrostachya, Laureliopsis philippiana, Weinmannia trichosperma, zacierp Wintera, fuksja magellańska, Desfontainia spinosa, Nothofagus nitida i Podocarpus nubigena. Wyżej na zboczach dolin występuje głównie Nothofagus pumilio, Berberis ilicifolia i Ribes cucullatum. Jeszcze wyżej rośnie bukan chilijski, Nassauvia dentata i Senecio portalesianus.

## Fauna
Ssaki występujące w parku to m.in.: puklerzyk różowy, puklerznik sześciopaskowy, kawiaczka górska, wiskacza skalna, gwanako andyjskie, huemal chilijski, pudu południowy, ocelot chilijski, puma płowa, wydrak południowy, nibylis andyjski.
Ptaki tu żyjące to m.in.: dzięcioł chilijski, turko czarnogardły, karakara czubata, aguja rdzawogrzbieta, dzięcioł magellański, kondor wielki, krasnogonka krótkodzioba, krytonos rudogardły.